# Guglielmo Guiscardi
Guglielmo Guiscardi (Napoli, marzo 1821 – Napoli, 9 o 11 dicembre 1885) è stato un mineralogista italiano.

## Biografia
Effettuò studi classici ed in seguito divenne architetto, ma ben presto si appassionò alla geologia e proseguì i suoi studi sulla mineralogia. Tra i suoi primi scritti ci sono un breve trattato, Elementi di cristallografia, del 1851 e il volume Fauna fossile vesuviana del 1857. Studiò le emanazioni gassose dell'area flegrea e i fenomeni eruttivi del Vesuvio con i relativi reperti mineralogici, oltre ai fenomeni chimico-fisici dell'attività del vulcano.
Nel 1860, divenne titolare di una cattedra di geologia e istituì il museo di geologia di cui arricchì la collezione originaria con l'acquisizione delle raccolte naturalistiche di Leopoldo Pilla e di Orazio Gabriele Costa (cui più tardi si aggiunse quella di Scacchi). Studiò i due sismi che colpirono l'isola di Ischia, rispettivamente del 1881 e quello più disastroso del 1883 che colpì Casamicciola, e si rese conto della loro natura vulcanica e non tettonica. La relazione sul terremoto del 1883, stampata nel 1888, insieme con i contributi di Florio, De Rossi, Mercalli e Palmieri, sono prese in considerazione tutt'oggi per le ricerche di sismicità storica.
Nei suoi ultimi anni di vita, fu colpito da una grave malattia agli occhi e per tale motivo si ritirò dall'insegnamento e dalla sua attività di ricerca.

## Opere principali
- Elementi di cristallografia esposti da Guglielmo Guiscardi, Napoli, Stamperia del Fibreno, 1851.
- Contribuzioni alla geologia dei Campi Flegrei, Napoli, Stamperia del Fibreno, 1862.
- Sopra un teschio fossile di foca, Napoli, Stamperia del Fibreno, 1871.